# Strudel
Lo strudel (dal tedesco Strudel, "vortice") è un dolce a pasta arrotolata o ripiena che può essere dolce o salata, ma nella sua versione più conosciuta è dolce a base di mele, pinoli, uvetta e cannella.

## Origine
Lo strudel ha una ricetta che parte addirittura dall'VIII secolo a.C., ovvero al tempo degli Assiri; simili dolci si ritrovano anche nell'Antica Grecia del III secolo a.C.. Probabilmente, anche grazie alla via della seta la ricetta si è così tanto diffusa andando però a modificare quella originale in diverse varianti: baklava, güllaç, börek e strudel.
Lo strudel deriva quindi da una serie di nomi, forme e luoghi differenti; una delle più vicine è l'antico dolce baklava che seguiva le varie conquiste territoriali ottomane; dal 1526 il sultano Solimano il Magnifico avrebbe diffuso la sua ricetta nei territori conquistati, ovvero fino all'Ungheria. I continui contatti tra l'impero ottomano e quello austriaco fecero sì che anche la ricetta dello strudel passasse nell'impero austriaco, di cui entrò a far parte nel 1699 l'Ungheria, e dal 1867, grazie all'Ausgleich con cui nacque l'Impero austro-ungarico, arrivò in Trentino, Alto Adige e nel Litorale.
In Italia tradizionalmente viene preparato in Alto Adige, Trentino, Veneto e Friuli-Venezia Giulia.
Ha ricevuto il riconoscimento P.A.T., che lo identifica come prodotto tradizionale italiano.

## Descrizione
(Pellegrino Artusi, La scienza in cucina e l'arte di mangiar bene, 1895)
Ogni luogo ha poi la sua ricetta: con la pasta frolla, con pasta da strudel (tradizionale, sottile: vi si arrotola il ripieno) o con pasta sfoglia. Sia nella frolla che nella sfoglia l'ingrediente grasso, che per tradizione è sempre stato il burro, è sostituito da alcune aziende, per il suo basso costo, con l'olio di palma che è 49,3% acido palmitico, ma ciò altera il caratteristico gusto originale.

Ne esistono anche versioni con altri tipi di frutta: pere, albicocche, frutti di bosco e perfino salate, ad esempio con verdure, crauti e salumi.
Gli ingredienti tipici del ripieno sono: mele, uvetta bagnata nel rum, noci o pinoli, succo e scorza di limone, pangrattato, zucchero e cannella.